# Четвърттон
Четвърттон е звуков интервал, равняващ се на 1/2 от темперирания полутон на хроматичната гама, който е най-малкото разстояние в съвременния темпериран строй. В центова система на английския музикален акустик Александър Джон Елис за измерване на тоновата височина темперираният полутон се разделя на 100 равни части (цента); четвърттоновете разделят октавата на 50 цента всеки.
Четвърттоновете произлизат от персийската традиционна музика и са широко използвани в музиката на Близкия изток (вж. макам). За обозначаването им се използват различни символи, сред които:
- (огледален на бемола, понижаващ с 1/4 тон);
- огледален бемол и бемол [пишат се слято (понижаващ с 3/4 тона)];
- (повишаващ с 3/4; подобен на диеза, но само с една отвесна черта; за повишаване с 3/4 тона се използват три отвесни черти, фиг.1).[3][4]